# سبوتيفاي
سبوتيفاي (بالإنجليزية: Spotify) هي شركة سويدية تجارية تقدم خدمة بث الموسيقى والبودكاست تأسست في عام 2006 في السويد وهي الآن مسجلة في لوكسمبورغ، توفر محتوًى محميًّا من شركات التسجيلات والعلامات وشركات وسائل الإعلام.
سبوتيفاي هي خدمة مدفوعة، لكنها تقدم خدمتها مجانًا مدعومة بالإعلانات، وتشير الأرقام الصادرة عن الشركة إلى أن عدد المشتركين الذين يستفيدون من الخدمة المجانية المدعومة بالإعلانات يفوق عدد المشتركين بالخدمة المدفوعة.
أُطلقت منصة سبوتيفاي في 7 أكتوبر 2008، وهي توفر الوصول إلى أكثر من 50 مليون مسار صوتي. يمكن للمستخدمين هذه المسارات حسب الفنان أو الألبوم أو النوع، ويمكنهم إنشاء قوائم تشغيل وتحريرها ومشاركتها.
سبوتيفي متوفرة في معظم دول أوروبا والأمريكتين وأستراليا ونيوزيلندا وأجزاء من أفريقيا وآسيا، وتتيح إمكانية الوصول إلى خدمتها من معظم الأجهزة الحديثة، بما في ذلك أجهزة الكمبيوتر العاملة بأنظمة التشغيل ويندوز وماك ولينكس، بالإضافة إلى الهواتف العاملة بنظام التشغيل أندرويد وآي أو إس.
اعتبارًا من يوليو 2019، كان لدى سبوتيفاي 232 مليون مستخدم نشط شهريًا، منهم 108 مليون مشترك مدفوع.وفي 13 مارس 2024 أعلنت مجموعة سبوتيفاي أنها ستنشر مقاطع فيديو موسيقية على منصتها في "أسواق مختارة"، لتنضم إلى مجال تهيمن عليه يوتيوب منذ فترة طويلة.
على عكس طريقة بيع الألبومات أو تنزيل الأغاني والموسيقى مقابل مبلغ ثابت يدفع للفنان، تدفع سبوتيفاي رسومًا بناءً على عدد مرات الاستماع إلى أغاني الفنانين. حيث يتم توزيع حوالي 70 ٪ من إجمالي الإيرادات لأصحاب الحقوق الذين يدفعون بعد ذلك للفنانين حسب الاتفاق فيما بينهم.
واجهت منصة سبوتيفاي انتقادات من الفنانين والمنتجين بما في ذلك تايلور سويفت وتوم يورك، الذين قالوا بأن سبوتيفاي لا تقدم للفنانين تعويضات كافية. وفي عام 2017، كجزء من جهودها لإعادة التفاوض حول صفقات الترخيص لمصلحة الاكتتاب العام، أعلنت سبوتيفاي أن الفنانين سيكونون قادرين على جعل الألبومات حصرية مؤقتًا لمستخدمين الذين لديهم اشتراكات مدفوعة فقط.
يقع مقر شركة سبوتيفاي في العاصمة السويدية ستوكهولم. ومنذ فبراير من عام 2018، تم إدراج المنصة في بورصة نيويورك. وفي سبتمبر 2018، نقلت الشركة مكاتبها في مدينة نيويورك إلى ناطحة السحاب المعروفة باسم مركز التجارة العالمي 4 الموجودة في الركن الجنوبي الشرقي من المدينة.

## نمو عدد المستخدمين
في شهر مارس 2011، أعلنت سبوتيفاي عن وجود قاعدة عملاء تضم مليون مشترك مدفوع في جميع أنحاء أوروبا، وبحلول شهر سبتمبر من نفس العام، تضاعف عدد المشتركين الذين يدفعون للخدمة إلى مليوني مشترك. وفي أغسطس 2012، أفادت مجلد تايم الأمريكية بأن هناك 15 مليون مستخدم نشط، أربعة ملايين منهم يدفعون اشتراكات. استمر نمو عدد المستخدمين خلال نفس العام، حيث بلغ 20 مليون مستخدم نشط، منهم 5 ملايين عميل يدفع الاشتراكات على مستوى العالم، وقدر أن هناك مليون مشترك مدفوع في الولايات المتحدة الأمريكية في ديسمبر 2012.
بحلول شهر مارس من عام 2013، كان لدى الخدمة 24 مليون مستخدم نشط، 6 ملايين منهم يدفعون اشتراكات، ثم نما عدد المستخدمين إلى 40 مليون مستخدم (بما في ذلك 10 ملايين مشترك مدفوع).
- في مايو 2014،[16] 60 مليون مستخدم (بما في ذلك 15 مليون مشترك مدفوع).
- في ديسمبر 2014،[17] 75 مليون مستخدم (20 مليون منهم مشتركين مدفوعين).
- في يونيو 2015،[18] 30 مليون مشترك مدفوع.
- في مارس 2016،[19] 40 مليون مشترك مدفوع.
- في سبتمبر 2016،[20] بلغ العدد 100 مليون مستخدم.
- اعتبارًا من يوليو 2019، كان لدى سبوتيفاي 232 مليون مستخدم نشط، بما في ذلك أكثر من 108 مليون مشترك مدفوع.

## الخلاف مع شركة أبل
في شهر يوليو من عام 2015، أطلقت سبوتيفاي حملة عبر البريد الإلكتروني لحث مشتركي متجر تطبيقات أبل على إلغاء اشتراكاتهم وإعادة الاشتراك من جديد عن طريق موقعها على الإنترنت، وذلك بعد أن تجاوزت رسوم عمليات الشراء للتطبيقات التي تعمل على أجهزة آي أو اس 30 %.
نتيجة لهذا الإجراء، رفضت شركة أبل تحديثًا لاحقًا لتطبيق سبوتيفاي على نظام آي أو اس، مما دفع المستشار العام لشركة سبوتيفاي هوراسيو جوتيريز إلى كتابة خطاب إلى بروس سيويل، وهو مستشار عام في شركة آبل، قائلًا: "هذه الإجراءات الأخيرة تثير مخاوف خطيرة بموجب قانون المنافسة في الولايات المتحدة والاتحاد الأوروبي. يستمر نمط السلوك المقلق من قِبل شركة أبل لاستبعاد وتقليل القدرة التنافسية لسبوتيفاي على نظام آي أو اس كمنافس لخدمة أبل ميوزك، خاصةً عند النظر في سلوك أبل التنافسي السابق الذي يستهدفنا، سبوتيفاي لا يمكنها الوقوف مكتوفة الأيدي أمام استخدام أبل لعملية الموافقة على التطبيقات والتحديثات في متجرها كسلاح لإلحاق الضرر بالمنافسين"."
أجاب بروس سيويل على الرسالة قائلًا: «نجد أنه من المقلق أنك تطلب إعفاءات من القواعد التي نطبقها على جميع المطورين وأن تلجأ علنًا إلى شائعات وأنصاف حقائق حول خدمتنا». وأضاف قائلًا «إرشاداتنا تنطبق بالتساوي على جميع مطوري التطبيقات، سواء كانوا من مطوري الألعاب أو بائعي الكتب الإلكترونية أو مقدمي خدمات بث الفيديو أو موزعي الموسيقى الرقمية، وبغض النظر عما إذا كانوا ينافسون شركة أبل أو لا. لم نغير سلوكنا أو قواعدنا عندما قدمنا خدمة بث الموسيقى الخاصة بنا أو عندما أصبح سبوتيفاي منافسًا لها». علاوة على ذلك، صرح بروس سيويل أنه «لا يوجد في سلوك شركة أبل ما يرقى إلى انتهاك لقوانين مكافحة الاحتكار المعمول بها».
أدت الشكوى التي قدمتها سبوتيفاي إلى إعلان الاتحاد الأوروبي أنه سيعد مبادرة بحلول نهاية عام 2017 لقانون محتمل يتناول ممارسات المنافسة غير العادلة.
في شهر نوفمبر من عام 2018، أطلقت سبوتيفاي أول إصدار لخدمتها مخصص للعمل على ساعات أبل، والذي يتميز بإمكانية التحكم في تشغيل جهاز أيفون عن طريق الساعة. ويمكن للمستخدمين أيضًا اختيار تشغيل الموسيقى في أجهزة أخرى باستخدام تقنية بلوتوث.
في 13 مارس 2019، تقدمت سبوتيفاي بشكوى إلى المفوضية الأوروبية بشأن ممارسات أبل غير العادلة في متجر التطبيقات. وبعد يومين، اجابت شركة أبل على الدعوى قائلة: «إن الشكوى كانت عبارة عن خطاب مضلل وأن سبوتيفاي تريد فوائد تطبيق مجاني دون أن تكون تطبيقًا مجانيًا». وردت سبوتيفاي ببيان وصفت به شركة أبل بأنها شركة احتكارية وذكرت في بيانها أن استجابة شركة أبل كانت متوقعة وأنهم قاموا فقط بتقديم الشكوى لأن أفعال شركة آبل أضرت بالمنافسة والمستهلكين وكان فيها انتهاك واضح للقانون. كما ذكرت أن أبل تعتقد أن مستخدمي سبوتيفاي في متجر التطبيقات هم عملاء لأبل وليس لسبوتيفاي.

## وصلات خارجية
- الموقع الرسمي
- سبوتيفاي على موقع Google Play (الإنجليزية)
- سبوتيفاي على موقع Google Play (الإنجليزية)
- سبوتيفاي على موقع Google Play (الإنجليزية)